# Coccymys ruemmleri
Coccymys ruemmleri är en däggdjursart som först beskrevs av Tate och Archbold 1941.  Coccymys ruemmleri ingår i släktet Coccymys och familjen råttdjur. IUCN kategoriserar arten globalt som livskraftig. Inga underarter finns listade i Catalogue of Life.

## Taxonomi
Arten klassificerades efter upptäckten som medlem av släktet Pogonomelomys. Senare flyttades den till ett eget släkte med det vetenskapliga namnet Coccymys. En studie av Guy G. Musser och M. D. Carleton från 1993 infogade en population som ursprungligen hade det vetenskapliga namnet Rattus shawmayeri som synonym i Coccymys ruemmleri. En revision av släktet Coccymys som utfördes 2009 av G. G. Musser och D. P. Lunde visade att skillnaden mellan populationerna är tillräcklig stor så att Coccymys ruemmleri och Coccymys shawmayeri föreställer olika arter. Under samma studie blev med Coccymys kirrhos en tredje art i släktet beskriven.

## Utseende
Coccymys ruemmleri når en kroppslängd (huvud och bål) av 93 till 114 mm, en svanslängd av 122 till 171 mm och en vikt av cirka 34 g. Bakfötterna är 25 till 28 mm långa och deras hud saknar pigment. Fötterna är täckt av vita hår. Den mjuka och täta pälsen på kroppens ovansida har en mörkbrun färg. Undersidans päls är ljusgrå, ibland med krämfärgade eller ljusbruna nyanser. Den för hela släktet typiska mörka ansiktsmasken kring de stora ögonen finns även hos Coccymys ruemmleri. Kännetecknande är dessutom de långa morrhåren som når bakom de 15 till 22 mm långa öronen när de böjs bakåt. Den långa svansen är täckt av små fjäll och fina hår. Svansen har främst en mörk färg men spetsen är vit. Honor har två spenar på buken och fyra spenar vid ljumsken.

## Utbredning och ekologi
Denna gnagare förekommer på Nya Guinea. Arten vistas i bergstrakter mellan 1900 och 4100 meter över havet. Habitatet utgörs av öppna skogar med mossa som undervegetation, av bergsängar och av hed. Individerna gräver underjordiska bon.
Antagligen äter arten frukter, frön och ryggradslösa djur liksom andra släktmedlemmar. Som en möjlig fiende utpekas större sottornuggla.